# ناثان لويس
ناثان لويس (بالإنجليزية: Nathan Lewis)‏ (20 يوليو 1990 - ) هو لاعب كرة قدم ترينيداد وتوباغو في مركز الوسط.

## وصلات خارجية
- ناثان لويس على موقع قاعدة بيانات كرة القدم.إي يو (الإنجليزية)
- ناثان لويس على موقع ناشيونال فوتبول تيمز (الإنجليزية)
- ناثان لويس على موقع Soccerway.com (الإنجليزية)
- ناثان لويس على موقع عالم كرة القدم.نت (الإنجليزية)